# کلک

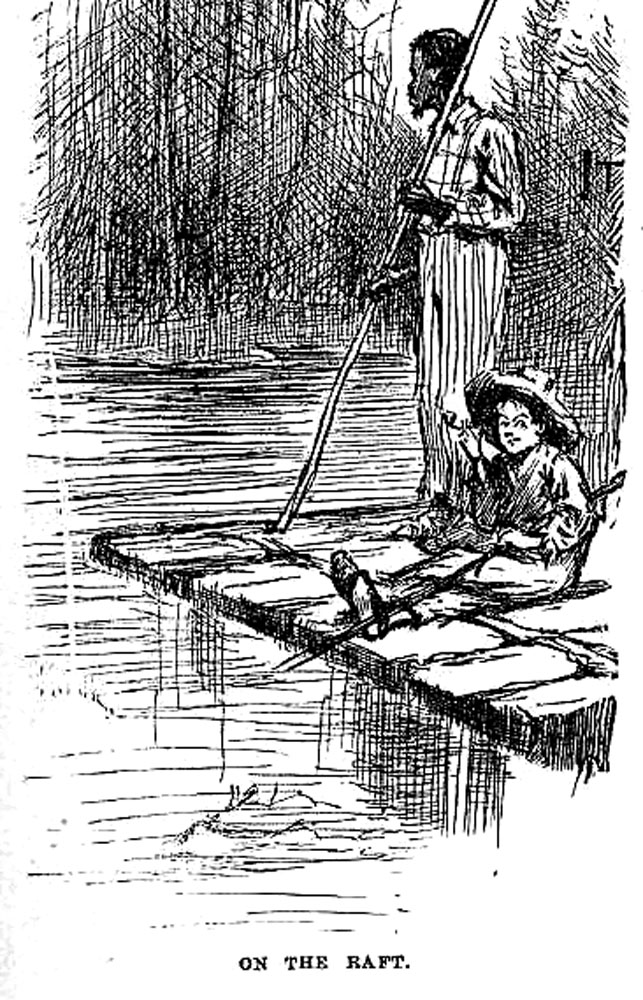
یک کلک سنتی، از کتاب ماجراهای هاکلبری فین (۱۸۸۴).

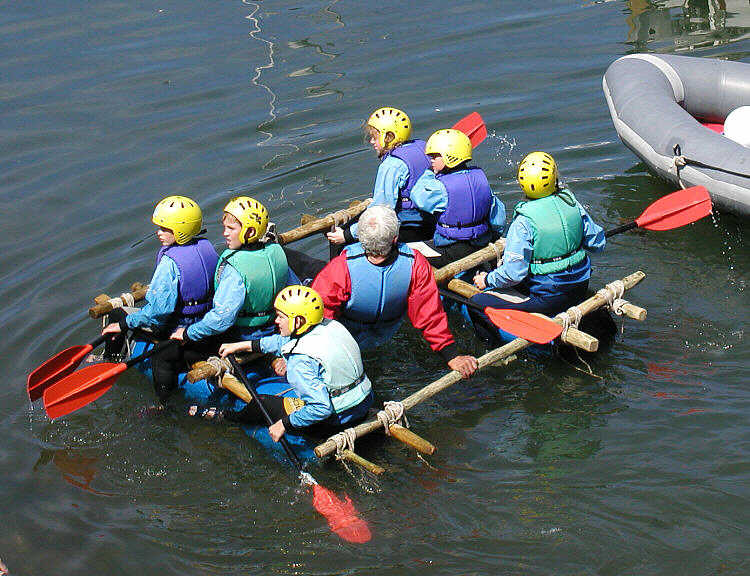
یک کلک ساخته‌شده توسط کودکان، از الوار، طناب و بشکه‌های آبی‌رنگ در انگلستان.

کِلک قایقی ابتدایی است به‌صورت سازه‌ای تخت که ترکیبی از مواد شناور مانند چوب و بشکه و محفظهٔ هوا است. کلک‌ها معمولاْ از به هم بستن چند قطعه چوب، نی یا الوار ساخته می‌شوند. گاه چند مَشک پر از هوا نیز به زیر آن می‌بندند.
کلک ساده‌ترین سازه شناور است و سابقاً تنها به صورت بدون بدنه وجود داشت. در ساخت کلک‌های نوین از بلوک‌های پلی‌استیرن نیز بهره می‌گیرند و این کلک‌ها (به انگلیسی: raft) ممکن است دارای دیواره باشند.